# March (huyện)
Huyện March (tiếng Pháp: District du March, tiếng Đức: Bezirk March) là một huyện hành chính của Thụy Sĩ. Huyện này thuộc bang Bang Schwyz. Huyện March có diện tích 187 km², dân số theo thống kê của cục thống kê Thụy Sĩ năm 1999 là 32942 người. Trung tâm của huyện đóng ở Schübelbach. Mã của huyện là 505.